# Lynnville (Iowa)
Lynnville   è una città degli Stati Uniti di 379 abitanti, situata nella contea di Jasper, in Iowa.